# Pablo Morales
Pablo Morales (n. 5 decembrie 1964, Chicago, Illinois, SUA) este un înotător american, medaliat olimpic. A participat la 2 ediții ale Jocurilor Olimpice (1984, 1992) în care a câștigat 5 medalii de aur și două medalii de argint.